# ツマガリ
ケーキハウス　ツマガリ（TSUMAGARI）は、兵庫県西宮市に本社を置く洋菓子メーカーである。

## 概要
ツマガリは1986（昭和61）年に西宮市で創業。甲陽園本店のほかに神戸と梅田の大丸に店舗を構える。

## 事業所

### 販売店
西宮市 - 甲陽園本店
神戸市 - 大丸神戸店
大阪市 - 大丸梅田店

### 工場
甲陽園本店にて製造されている。